# Replik (Erwiderung)
Eine Replik ist bildungssprachlich „ganz allgemein [eine] Erwiderung auf Äußerungen oder Thesen eines anderen; der strengere Sprachgebrauch im Sinn der Gegenerwiderung, also Verteidigung gegen Einwände, wird dabei nicht eingehalten“. Eine Replik kann im wissenschaftlichen, politischen, literarischen und künstlerischen Diskurs erfolgen; einer Replik wird mit der Duplik begegnet.